# 헌법과 국가
헌법학에서의 국가의 개념은 정의하기 어렵다. 국가는 시간의 흐름에 따라 변화하고, 복합적인 형성물이기 때문이다. 국가는 외부와의 관계에서는 외부적 독립성을 특징으로 하며, 내적 관계에서는 '법적으로 규율된 공동체'로서 이해될 수 있다.

## 현대국가의 특성
국가는 일종의 정치적 운명공동체로 작용한다. 국가의 존립이유는 계몽주의 시대 이래로 국가의 목적에서 찾고 있다. 국가의 목적은 국가공동체로 결속한 개인의 삶과 복리에 기여하는 것으로 본다. 이러한 국가의 과제이행을 위한 본질적 수단이 법이다.

## 공법상의 법인(法人)으로서의 국가
법적인 관점에서 국가는 공법상의 법인이다. 법인으로서 국가는 그 자체로서 권리와 의무의 주체가 될 수 있다. 국가법인설은 국가와 개인의 관계를 법적 관계로 만드는 것으로, 법치국가의 요소이다.

## 국가법과 헌법
국가법(Staatsrecht)은 국가권력에의 접근방법, 국가권력의 행사와 그 한계 및 국가권력의 통제를 규율한다. 이로써, 국가법은 국가의 기본원리, 최고국가기관의 구조와 활동, 국가에 대한 국민의 기본적 권리를 확정하는 법규범이 있다. 국가법은 전반적으로 헌법에 의해 규율되지만, 완전히 헌법에서 규율되는 것은 아니다. 내용적으로는 국가법에 속하지만, 헌법적 지위를 가지지 않은 규범이 있다.